# Mallinckrodt Institute of Radiology
Das Mallinckrodt Institute of Radiology (MIR) wurde 1931 gegründet und ist ein akademisches Radiologiezentrum der Washington University School of Medicine im Washington University Medical Center in St. Louis, Missouri der Washington University in St. Louis. Neben der diagnostischen und therapeutischen Patientenversorgung ist das Institut ein Spitzenforschungs- und Ausbildungszentrum. Es beschäftigt über 140 wissenschaftliche Mitarbeiter und gehört zu den Top-Empfängern der Finanzierung von Radiologieabteilungen durch die National Institutes of Health. Das Zentrum bietet radiologische Dienstleistungen für die Krankenhäuser Barnes-Jewish und St. Louis Children’s Hospital sowie mehrere andere Krankenhäuser und ambulante Zentren in der Umgebung von St. Louis. Das Zentrum führt jährlich 700.000 Untersuchungen und Behandlungen durch.
Mallinckrodt gilt seit Jahrzehnten als das führende Ausbildungsprogramm für Radiologie in den Vereinigten Staaten und wird durchweg unter den drei besten Ausbildungsprogrammen für Radiologie des Landes eingestuft. Im Jahr 2020 stufte Doximity das Institut auf Platz 2 ein und der U.S. News & World Report rangierte das Institut auf Platz 5 in der Radiologie in den Vereinigten Staaten.

## Geschichte
Zu Beginn des 20. Jahrhunderts steckte die Radiologie noch in den Kinderschuhen. Die frühe medizinische Bildgebung bestand hauptsächlich aus Röntgenuntersuchungen zur diagnostischen Bewertung, und die klinische Anwendung solcher Tests wurde noch erforscht. Obwohl die Washington University School of Medicine 1910 mit der Bereitstellung radiologischer Dienstleistungen begann, gab es zu dieser Zeit keine akademische Abteilung für Radiologie.
In den 1920er Jahren interessierte sich der prominente Thoraxchirurg der Washington University, Evarts Graham, für die Entwicklung eines bildgebenden Tests zur Beurteilung der Gallenblase und des Gallengangs. Es war bereits bekannt, dass chemische Wirkstoffe wie Phenolphthalein, sobald sie aufgenommen wurden, von der Leber konzentriert und bei Hunden in die Galle ausgeschieden werden. Graham nahm die Hilfe von Edward Mallinckrodt Sr., dem Eigentümer des lokalen Pharmaunternehmens Mallinckrodt Chemical Works, in Anspruch, um Chemiker bei der Entwicklung einer Chemikalie zu unterstützen, die verwendet werden könnte, um die Gallenblase durch Bildgebung sichtbar zu machen. Nachdem die chemische Verbindung und die Techniken für die klinische Anwendung beim Menschen verfeinert worden waren, wurden die Techniken 1924 veröffentlicht und die Cholezystographie wurde schnell zu einem weithin akzeptierten klinischen Verfahren.
Der Erfolg dieser frühen Entwicklung der Bildgebung führte 1925 zur Gründung einer Radiologieabteilung. 1928 stiftete der Philanthrop Edward Mallinckrodt, Jr. (Sohn von Edward Mallinckrodt, Sr.) das Mallinckrodt Institute of Radiology im Namen seines Vaters. Der Grundstein für das MIR wurde 1930 gelegt, und das MIR war 1931 mit einem Stab von vier Radiologen und einem Physiker in Betrieb. Die Ausbildung begann 1933.
1964 wurde Mallinckrodt Standort für das erste Zyklotron, das speziell für medizinische Studien entwickelt wurde. Radioaktive Materialien aus diesem Zyklotron wurden später zur Entwicklung der Positronen-Emissions-Tomographie verwendet.

### Namhafte Alumni
- Wendell Scott – 1935, hauptsächlich verantwortlich für die Entwicklung des Kymographs
- Jean Kieffer – 1938, entwickelte die Laminographie, einen frühen Vorläufer der tomographischen Bildgebung
- Martin Kamen (1913–2002) – Mitentdecker von Carbon-14, beteiligt an der Erforschung des Zwischenstoffwechsels und der Anwendung in der Strahlentherapie mit Cobalt-60
- Jerold Wallis – 1988, entwickelte die Verwendung der rotierenden Maximumintensitätsprojektion für den Einsatz in der nuklearmedizinischen Bildgebung
- Marcus E. Raichle (* 1937) – Pionier der funktionellen Darstellung des Nervensystems und Entdecker des Default Mode Network